# Antonije Ranđelović
Antonije Ranđelović je rođen 3. aprila 1994. godine u Nišu. Autor je romana Prorokova suza, Zarobljene duše  i Izgubljena sećanja .

## Biografija
Prvih jedanaest godina svog života proveo je u Beloj Palanci, nakon čega se sa roditeljima seli u Niš, gde završava osnovnu školu "Sveti Sava" i Srednju medicinsku školu "Dr Milenko Hadžić". Od najranijeg detinjstva je bio okružen slikovnicama, stripovima i knjigama koje su mu postale sastavni deo odrastanja i bitno uticale na formiranje njegovog bića i razvile ljubav prema pisanoj reči. Još u adolescentskom dobu počinje da zapisuje svoje misli i ideje na papir i tako nastaju njegovi prvi literarni pokušaji. Plod takvog truda i upornosti je i njegov roman prvenac Prorokova suza koji je objavljen februara 2020. na Bookmate-u, kao jedan od finalista konkursa Tvoja reč, čime je postao najmlađi srpski autor ikada objavljen na ovom sajtu. Nedugo zatim, njegov drugi roman Zarobljene duše izlazi u štampanom obliku u decembru 2020. za izdavačku kuću Medivest KT iz Niša. Nakon zapaženog uspeha ovog romana, u oktobru 2023. za istu izdavačku kuću objavljuje novi roman Izgubljena sećanja. Pored fejsbuka i instagrama, aktivan je i preko društvene mreže Goodreads koja je namenjena ljubiteljima književne reči i preko koje ima svoj blog. Od malena je naučen da voli dobru muziku (Nick Cave, Black Sabbath, Deep Purple, Alice in Chains... ) i filmove (2001:A Space Odyssey, Paths of Glory, Chinatown, The Good, the Bad and the Ugly...). Uzori među piscima su mu J.D. Salinger, Knut Hamsun, John Steinbeck, Charles Bukowski, Stephen King i mnogi drugi. Živi i radi u Nišu.

## Prorokova suza
U ovom romanu se sudaraju i prepliću stvarnost i fikcija, kao i prošlost i sadašnjost. U 17. veku, u toku napada hajduka na turski karavan na Carigradskom drumu, nestaje važna i vredna relikvija. Nakon skoro četiri veka glavni junak dobija viziju u snu koja mu pomaže da pronađe sveti artefakt. Radnja trilera prepunog velikih preokreta i sukoba u koje su uključena tajna društva, obaveštajne službe, arheolozi i mafija odigrava se u Beloj Palanci i njenoj okolini i Istanbulu.

## Zarobljene duše
Andrija Ivković je usamljenik, čovek koji je napustio policiju zbog korumpiranosti svojih nadređenih i sada radi kao privatni istražitelj. Kada dobije poziv od svog bivšeg kolege da je počinjeno ubistvo i da je kod žrtve nađena poruka ispisana krvlju koja je namenjena njemu, događaji će se smenjivati kao na traci. Istraga će ga voditi kroz različite spletke i laži i dovesti do zastrašujuće istine u koju su upleteni njegov otac, porodica Minh i planina Rtanj.

## Izgubljena sećanja
Uroš nakon desetak godina dolazi u svoj rodni grad. Susreti sa ocem, prijateljima, drugovima iz mladosti i bivšim devojkama, otvaraju Pandorinu kutiju iz koje na svetlost dana izlaze davno zaboravljeni događaji koji izazivaju buru potisnutih i uspavanih sećanja i emocija: ljubav, mržnja, nostalgija, strast, požuda, preispitivanje, razočarenje, kajanje, praštanje...
Ljubavna i porodična drama sa elementima romana toka svesti u kojoj svako od nas može naći deo sebe.

## Bibliografija
- Prorokova suza[8] (elektronska knjiga) 2020.
- Zarobljene duše[9] 2020.
- Izgubljena sećanja 2023.